# Catadioptre
 (novembre 2016).
Si vous disposez d'ouvrages ou d'articles de référence ou si vous connaissez des sites web de qualité traitant du thème abordé ici, merci de compléter l'article en donnant les références utiles à sa vérifiabilité et en les liant à la section « Notes et références ».

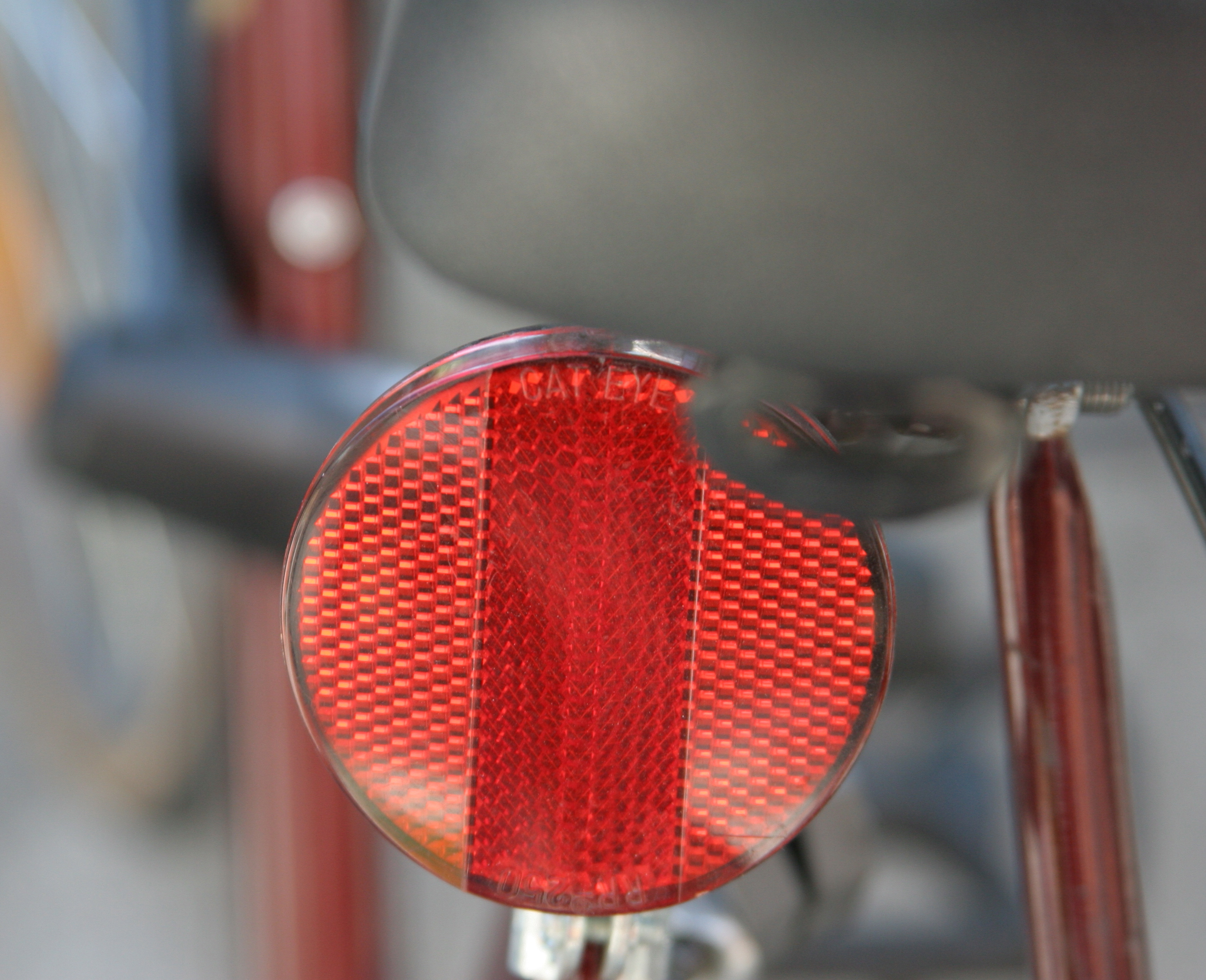
Application du principe catadioptrique sur un véhicule (ici une bicyclette).

Le catadioptre ou plus précisément un système optique catadioptrique est la base des dispositifs rétroréfléchissants.
Il sert à réfléchir un faisceau lumineux visible ou du proche infrarouge dans la direction du flux entrant, quel que soit l'angle d'incidence (ce qui n'est pas le cas du miroir plan).

## Historique
Le catadioptre a été inventé en 1917 à Nice par Henri Chrétien pour l'armée qui désirait un dispositif de communication que l'ennemi ne puisse pas intercepter. Il en dépose le brevet sous le nom de cataphote en 1923.

## Principe de fonctionnement et définitions

Principe de fonctionnement d'un catadioptre.

On considère un système composé de trois miroirs placés à angles droits dans les trois plans de l'espace (formant un trièdre, aussi appelé « coin de cube »). Lorsque la lumière atteint l'un des miroirs, elle est renvoyée vers le deuxième, puis vers le troisième, puis vers l'émetteur. Grâce à la perpendicularité des miroirs, les angles des réflexions successives se compensent, de manière à envoyer, à la fin, le rayon parallèlement au rayon incident, avec un léger décalage, lié à la distance entre le point d'entrée du rayon sur le premier miroir et le point de convergence des miroirs (décalage le plus souvent négligeable).
Ceci constitue un système optique dit catoptrique (relatif à la réflexion de la lumière).
Une lentille placée devant cet assemblage permet de focaliser le rayon à l'entrée, lui permettant de moins se disperser en retournant vers l'émetteur.
La lumière subissant au moins une réfraction, le système optique est dit catadioptrique (de dioptre).
En photographie et en astronomie, certains des objectifs à miroir(s) comportant des lames de fermeture correctrices sont dits catadioptriques pour ces raisons, bien que les rayons soient destinés à constituer une image vers l'observateur ou la plaque photographique. Le mot catadioptrique désigne alors une association de dioptres et de miroirs d'un système optique.

Principe de fonctionnement d'un catadioptre (animation).

## Utilisation (véhicules, objets, vêtements, etc.)
L'application industrielle de ce procédé technique équipe de nombreux véhicules et objets quotidiens (deux-roues et véhicules terrestres, habillement, signalisations diverses de nuit, etc.). Les catadioptres sont un dispositif de sécurité obligatoire sur toutes les bicyclettes dans certains pays.

## Mesure des distances

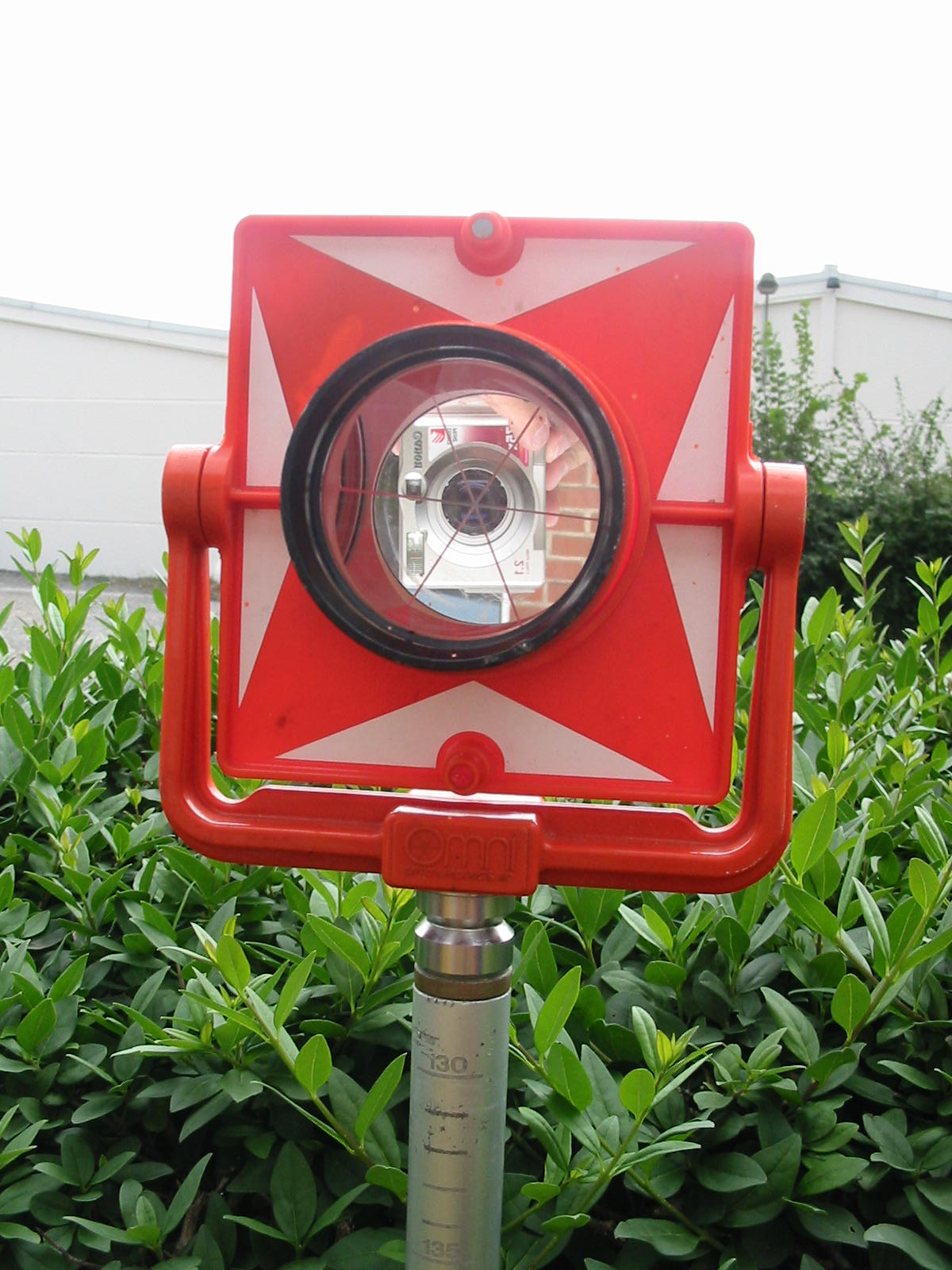
Prisme réflecteur pour tachéomètre.

Les appareils de topographie utilisent pour mesurer les distances, un système à rayon infrarouge réfléchi par un prisme réflecteur tétraédrique donc catoptrique.
Six réflecteurs lunaires à base de coins de cube sont placés sur la Lune et permettent de mesurer la distance lunaire, par des tirs laser, avec une très grande précision. On trouve également des rétroréflecteurs coins de cube sur certains satellites à vocation géodésique comme LAGEOS ou Starlette ; ils permettent de mesurer la forme de la Terre ou la dérive des continents avec une très grande précision.

## Utilisation pour la détection
Pour les systèmes de détection de présence par rayon infrarouge, par exemple, il suffit de placer le récepteur infrarouge juste à côté de l'émetteur et de les faire pointer tous les deux vers un catadioptre. Le système DEL infrarouge plus lentille concave plus catadioptre est le système employé dans la plupart des barrières IR.

## Radar
Les réflecteurs radar sont fondés sur le même principe, mais fonctionnent sur d'autres longueurs d'onde en utilisant du métal conducteur à la place des miroirs. Ils sont notamment utilisés sur les petits bateaux pour les rendre plus facilement visibles au radar.